# Gundishapur
Gundishapur (persan : گندی‌شاپور, translittéré également Gondishapur, Jondishapur, Jundishapur, Jundishabur, etc.) est une ville ancienne de l'Iran, dans la province du Khuzestan, dont les ruines se trouvent près de la localité de Shahabad, à environ 14 km au sud-est de Dezfoul. Elle s'appelait en pehlevi Wêh Andiokh Shahphur, « La Meilleure Antioche de Shapur », et en syriaque Beth Lapat.

## La fondation
Elle fut fondée par Shapur Ier, deuxième roi de la dynastie des Sassanides, quand il se fut emparé d'Antioche (253) et en eut déporté les habitants. Les déplacements de population eurent lieu entre 256 et 260. L'empereur Valérien, vaincu et capturé en 259 par Shapur Ier, y fut sans doute conduit avec les restes de son armée et y mourut peu après. L'historien arabe Ibn al-Qifti rapporte une autre version, évidemment légendaire : Shapur Ier aurait épousé la fille de l'empereur Aurélien et construit la ville pour elle.
La ville fut donc à l'origine peuplée de prisonniers et déportés originaires de l'Empire romain, plus spécialement de Syrie. Sa construction, au lieu d'adopter le plan rond traditionnel chez les Perses, épousa la forme rectangulaire des villes gréco-romaines. Des chrétiens figuraient parmi les déportés, et notamment l'évêque Démétrianus. La nouvelle de sa mort parvint à Antioche en 260/61, date à laquelle on élut son successeur Paul de Samosate. Les déportés chrétiens choisirent pour lui succéder un nommé Ardaq. À cette époque, il y avait dans les villes de déportés romains deux églises, l'une pour les transplantés, l'autre pour les autochtones.
La ville servit à la fin du IIIe siècle et au début du IVe siècle de résidence d'été aux rois sassanides qui voulaient bénéficier du climat favorable de cette région située en altitude. C'est à Gundishapur que le prophète Mani mourut incarcéré sous le règne de Vahram Ier en 276/77.
La ville devient un important centre du christianisme, et pendant les persécutions de Shapur II (IVe siècle), deux de ses évêques sont cités parmi les victimes. Au moment de l'organisation officielle de l'Église de l'Orient (410), son évêque est un des cinq métropolites en plus du catholicos (métropolite de Beth Houzayé, c'est-à-dire du Khuzestan, dont le nom vient de l'ancienne Suse, Khuz ou Huz en pehlevi) ; il est le second dans la hiérarchie après le catholicos, et c'est lui qui intronise ce dernier après son élection. En 410, pas moins de cinq évêques se disputent le siège de la ville : trois Syriaques, un Persan et un Grec nommé Agapit, le seul qui finalement reste en place. En 419/20, ce métropolite Agapit, qui parle le grec, accompagne le catholicos Yahballaha Ier dans une ambassade envoyée à Constantinople, auprès de l'empereur Théodose II, par le roi Yazdgard Ier.Cette connaissance du grec se maintient longtemps dans la ville : en 540, le roi Khosro Ier, ayant pris et détruit une nouvelle fois Antioche, réitère l'opération de transplantation des habitants de son prédécesseur et fonde, cette fois près de Ctésiphon, une « Meilleure Antioche de Khosro » ; un représentant de l'ancienne population exilée est préposé à l'accueil des nouveaux arrivants. En 484, c'est à Gundishapur/Beth Lapat que l'évêque Barsauma tient le très important concile qui dépose le catholicos Babowaï et adopte officiellement la doctrine de Théodore de Mopsueste.

## L'école de médecine
S'agissant de l'école de médecine qui a fait la célébrité de Gundishapur, la tradition sur sa fondation est très incertaine. L'idée souvent avancée d'une fondation royale des Sassanides s'appuie seulement sur des sources du XIIIe siècle : les musulmans Ibn al-Qifti (1172-1248) et Ibn Abi Usaybi'a (v. 1200-v. 1270), et le chrétien Bar-Hebraeus (1226-1286). Le premier raconte que Shapur Ier ayant épousé la fille de l'empereur Aurélien et ayant fait construire pour elle la ville, elle arriva accompagnée d'un groupe de médecins pour qui fut créée une institution d'enseignement. La version d'Ibn Abi Usaybi'a est toute différente, puisqu'il attribue la fondation de l'école à Shapur II, qui aurait placé à sa tête un médecin-chef d'origine grecque nommé Tayadhuq (Théodoros ou Théodosios?). 
D'après l'historien al-Tha'alibi (961-1038), le roi Shapur Ier, après avoir fait « reconstruire la ville de Suse » par des déportés grecs, s'y fit transporter sur les conseils d'un médecin indien à cause du bon air : « Les gens de Suse, parce qu'ils furent initiés à la science par cet Indien, qu'ils reçurent la doctrine de lui et des prisonniers grecs qui demeuraient près d'eux, et qu'ils se transmirent le savoir médical les uns aux autres, sont devenus les plus habiles médecins des provinces d'Ahvaz et de Fars ». Le nom de « Suse » désigne-t-il ici Gundishapur ? ou la province de Khuzestan en général, dont le nom vient de celui de Suse (comme d'ailleurs celui d'Ahvaz, pluriel arabe)?
Max Meyerhof et d'autres auteurs modernes attribuent plutôt la fondation de l'école de médecine de Gundishapur à Khosro Ier. Cependant, si l'on connaît les noms de plusieurs médecins chrétiens, grecs ou syriaques, qui furent au service des rois perses du VIe siècle (Étienne d'Édesse, Tribunus, Uranios, le catholicos Élisée et l'évêque Bouzaq d'Ahvaz), aucun n'est lié par les sources à la ville de Gundishapur. Il faut attendre le VIIe siècle pour trouver une lettre du catholicos Ichoyahb III (649-660) adressée à un certain Marwaï, à la fois prêtre et médecin du Beth Houzayé, province dont Gundishapur/Beth Lapat était le siège, cette lettre traitant des problèmes de l'Église de cette ville. Mais les premiers médecins de Gundishapur précisément connus, et ayant joué un rôle historique, sont ceux de la famille chrétienne des « Bokhticho » (dont le nom, signifiant « serviteur de Jésus » selon Ibn Abi Usaybi'a, est composé d'un élément pehlevi, Bokht-, et d'un élément syriaque, Icho') : en 765, Georges bar Gabriel bar Bokhticho (« Georges fils de Gabriel fils de Bokhticho »), médecin de Gundishapur, fut requis auprès du calife al-Mansur qui souffrait de l'estomac. Ainsi commença la fortune à Bagdad des médecins de cette ville, confirmée sous le règne d'Harun ar-Rachid par Gabriel bar Bokhticho, petit-fils de Georges, et aussi par l'ancien préparateur en pharmacie Masawaiyh.
Au milieu du IXe siècle, Sabur ibn Sahl, autre médecin chrétien originaire de Gundishapur, et qui fut au service du calife Jafar al-Mutawakkil, traduisit du syriaque en arabe un ouvrage de pharmacopée qui fut intitulé Kunnash al-Khuz (Abrégé du Khuzestan). À la même époque, le musulman al-Jahiz s'exprime en ces termes : « Il y avait à Bagdad un médecin du nom d'Asad ibn Jani qui, malgré sa science, n'avait pas de clients. Un ami le rencontre et s'étonne : "Comment, dit-il, il y a une épidémie en ville, la maladie se propage, tu es savant, patient, serviable, tu as de l'éloquence et du savoir, comment se fait-il que tu n'aies pas de clients?" Le médecin répondit : "Mon cher, pour trois raisons : d'abord, pour les clients, je suis musulman, et les gens sont persuadés, avant même que je devienne médecin, avant même ma naissance, que les musulmans sont mauvais en médecine. Ensuite je m'appelle Asad, alors que je devrais m'appeler Salib, Mari ou Bira, et mon surnom est Abou Harith tandis qu'il devrait être Abou Isa, Abou Zakaria ou Abou Ibrahim ; et je porte un manteau de coton blanc tandis que je devrais m'habiller de soie noire. Enfin je parle arabe au lieu de m'exprimer dans la langue des habitants de Gondishapur" ».
L'importance de Gundishapur ne dura pas très longtemps après cette époque : à la fin du Xe siècle, le voyageur al-Maqdisi décrit la ville en ruines. Sa réputation vient donc essentiellement du « siècle d'or » de Bagdad au IXe siècle. À l'époque en tout cas, l'établissement médical de la ville, qui était chrétien, lié à l'Église nestorienne, devait ressembler au ksénadakian (hôpital) attenant à l'école de Nisibe, que nous connaissons bien mieux grâce aux textes réglementaires qui nous sont parvenus (notamment le règlement de 590 qui en fait un véritable département d'études médicales, avec des étudiants en médecine distincts des étudiants en théologie).